# Van Heemskerck (geslacht)

Geslachtswapen Nederland (1815/1821)

Van Heemskerck (ook: Van Heemskerck van Beest en: von Heemskerck) is een Nederlands geslacht waarvan leden sinds 1815 tot de Nederlandse adel behoren en sinds 1896 tot de Pruisische adel.

## Geschiedenis
De stamreeks begint met Dirck Gerritsz. van Beest die in 1420 wordt genoemd als bezitter van een graf in de Oude Kerk te Delft. Hij zou afstammen van het oude adellijke geslacht Van Heemskerck waarna in de 17e eeuw leden van het geslacht zich Van Heemskerck van Beest gingen noemen. In de 18e eeuw werd het naamdeel Van Beest vervolgens weggelaten.
Bij Koninklijk Besluit van 15 april 1815, nr. 17, werd de luitenant-kolonel en kapitein-ter-zee Dirk van Heemskerck (1779-1845) verheven in de Nederlandse adel, maar deze verheffing verviel wegens het niet lichten van het diploma; bij KB van 13 oktober 1821, nr. 149, werd zijn geslachtsnaam gewijzigd in Van Heemskerck van Beest en werd hij opnieuw verheven.
De oudste dochter van hem, jkvr. Catharina Elisabeth Margaretha van Heemskerck van Beest (1802-1838) trouwde in 1819 met generaal-majoor Benjamin Bischoff (1787-1829); nageslacht van hen verkreeg in 1846 bij KB naamswijziging tot Bischoff van Heemskerck.
In 1896 werd een telg bij Koninklijk Besluit verheven in de Pruisische adel onder de geslachtsnaam von Heemskerck.
Anno 1994 waren er nog zes Nederlandse mannelijke telgen in leven, zes broers van wie de jongste drie als drieling in 1971 waren geboren.

## Enkele telgen
Jhr. Jacob Eduard van Heemskerck van Beest (1828-1894), marine-officier en kunstschilder
- Jhr. Johan van Heemskerck van Beest (1862-1935), generaal-majoor titulair; trouwde in 1858 met Cornelie Jeanne barones van Reede tot ter Aa (1867-1954), lid hoofdbestuur en voorzitter van de Nederlandse vrouwenbond tot verheffing van het zedelijk bewustzijn, lid dagelijks bestuur Nederlandse vrouwenraad
  - Jhr. ir. Jacob Eduard van Heemskerck van Beest (1890-1963), directeur Publieke werken te Amsterdam
    - Jkvr. Cornelia van Heemskerck van Beest (1918-1993); trouwde in 1943 met prof. dr. Willie Noordenbos (1910-1990), hoogleraar neurochirurgie aan de Universiteit van Amsterdam
    - Jhr. ir. Johan van Heemskerck van Beest (1934-1987), productiemanager Gist-Brocades
      - Jhr. mr. Jacob Eduard van Heemskerck van Beest (1964), advocaat en procureur, chef de famille
- Jkvr. Jacoba Berendina van Heemskerck van Beest (1876-1923), kunstschilderes